# ウォータールー駅
ロンドン・ウォータールー駅 (ロンドン・ウォータールーえき、London Waterloo station) は、ロンドンのサウス・バンクに近いランベス特別区にある主要な複合ターミナル駅である。イギリス最大規模の鉄道駅であり、乗降客数も最大である。

## 概要

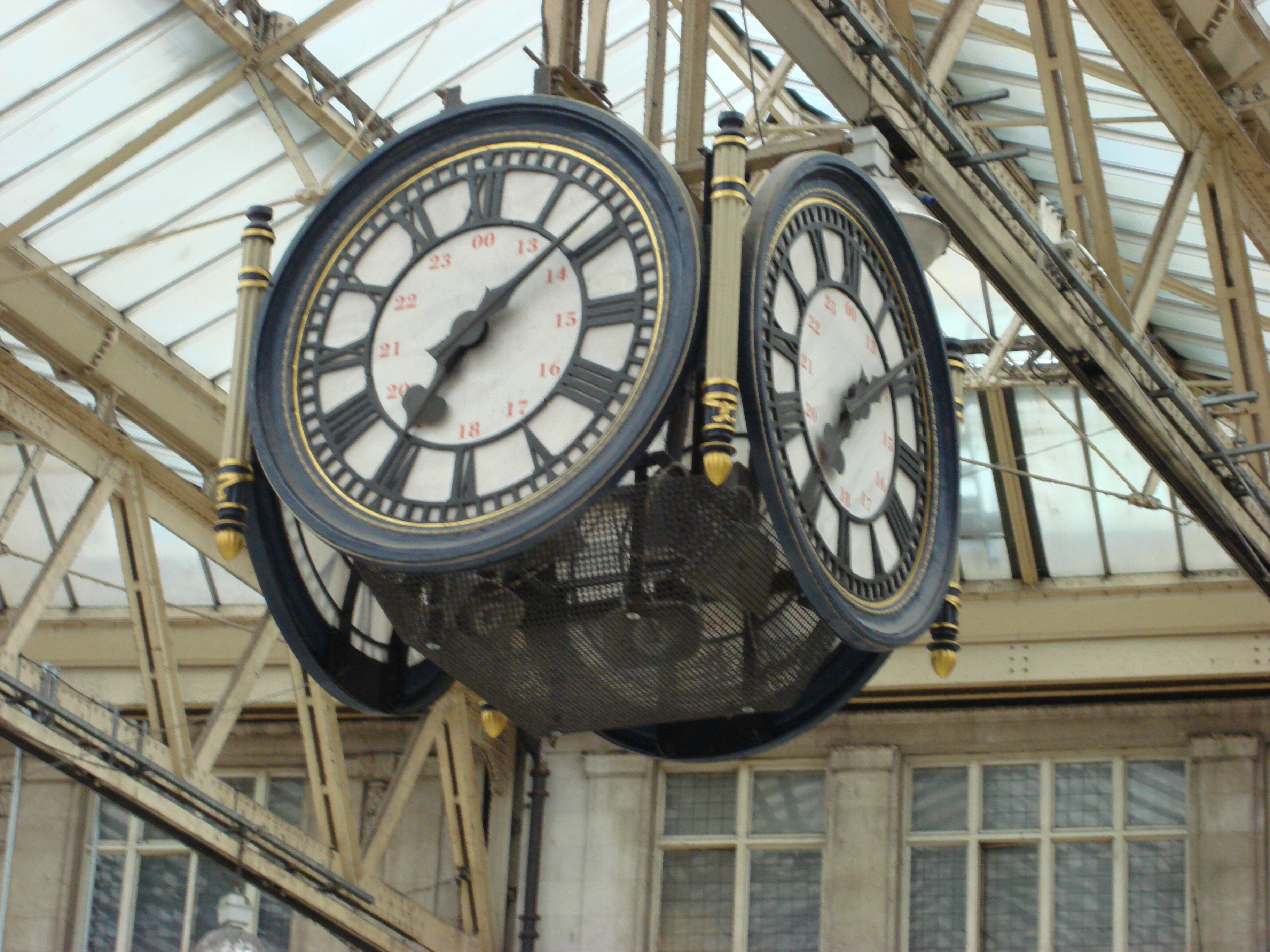
大時計

当駅を発着するナショナル・レールの列車はイングランド南西部方面に向けたものであり、サウス・ウェスタン・レールウェイによって運行されている。これに加え、ロンドン地下鉄ノーザン線、ジュビリー線、ベーカールー線、ウォータールー&シティー線が発着する地下鉄駅と、サウスイースタンが運行するイングランド南東部方面の列車が発着するウォータールー・イースト駅が隣接している。
メインコンコースの中央部には、4面の大時計がぶら下がっており、この「ウォータールー駅の時計の下」は、伝統的に利用客の待ち合わせ場所となっている。
開業時の駅名は「ウォータールー橋駅」で、駅北側のテムズ川に1817年に架けられ、ワーテルローの戦い（1815年、英語読みがウォータールー）の勝利を記念して命名されたウォータールー橋にちなんでいる。ウォータールー駅への改名は1886年に行われた。
パリやブリュッセルへの国際列車であるユーロスターは、1994年の運行開始から2007年のセント・パンクラス駅への移転まで、当駅に併設されたウォータールー国際駅をロンドン側のターミナル駅としていた。
ウォータールー駅の近くには、1853年から1941年まで、ブルックウッド墓地への直通路線であるロンドン・ネクロポリス鉄道の始発駅、ロンドン・ネクロポリス駅が存在し、生きている旅客だけでなく、棺の輸送をも請け負っていた。この駅は空襲により破壊されそのまま廃止されたが、棺の輸送はウォータールー駅を利用してしばらくの間続けられた。

## 接続路線
- ナショナル・レール
  - ウォータールー駅（サウス・ウェスタン・レールウェイ（英語版）運行）
    - サウス・ウェスタン本線（英語版）
    - ウォータールー - レディング線

  - ウォータールー・イースト駅（サウスイースタン運行）
    - サウス・イースタン本線（英語版）
- ロンドン地下鉄
  - ウォータールー地下鉄駅
    - ノーザン線
    - ジュビリー線
    - ベーカールー線
    - ウォータールー&シティー線

## 歴史

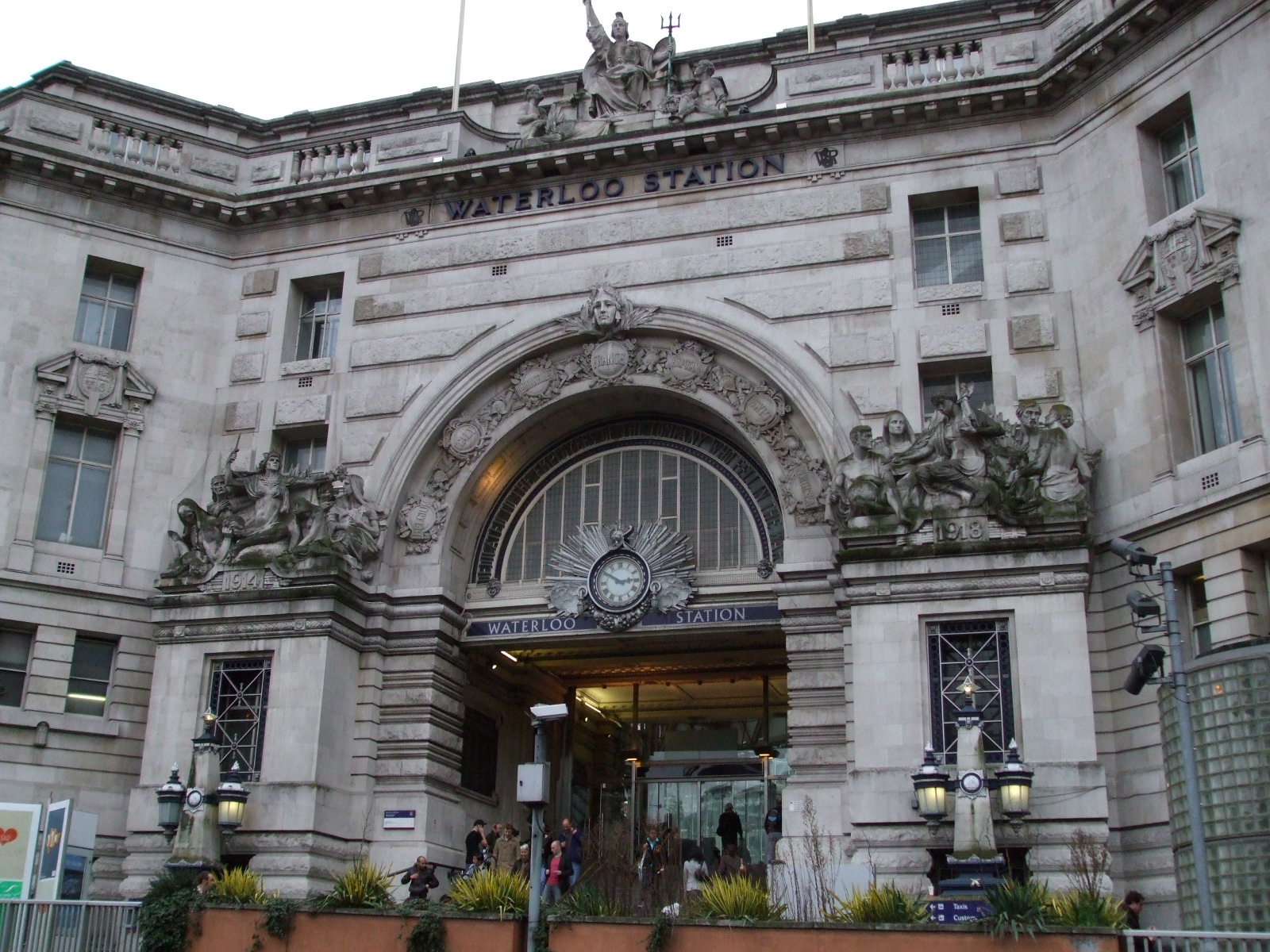
ウォータールー駅の表玄関であるヴィクトリー・アーチ

1848年7月11日にロンドン・アンド・サウス・ウェスタン鉄道(L&SWR) のウォータールー橋駅として開業した。同社はシティ・オブ・ロンドンまで路線を延ばす計画を持っていたため、駅の構造は通過式であり、暫定的なターミナル駅という位置づけだった。その後、利用客の増加に対応するためプラットフォームの増設が断続的に行われたが、あくまで暫定でありターミナル駅を意図していなかったので、駅構内は統一性がなく、迷路のようになっていった。それだけではなく、L&SWRの駅の他に現在のウォータールー・イースト駅にあたるサウス・イースタン鉄道の駅や、ロンドン・ネクロポリス鉄道のロンドン・ネクロポリス駅が近接していたため、混乱に拍車をかけた。また、鉄道員の側も信号、線路、高架橋など複雑な構造のため混乱していた。ウォータールー駅の複雑さは、多くの作家やコメディアンによりジョークの対象となった。もっとも良く知られているのがジェローム・K・ジェロームのボートの三人男である。ウォータールーでは目的とする列車がどこで発着するか、どこに行くか、どこで見つかるか分からないことが多かった。
1898年、地下鉄ウォータールー駅の開業でシティ・オブ・ロンドンと直結されると延伸計画は廃止され、駅舎全てを取り壊し新たに造り直すことが決定した。工事は3つのブロックに分けて行われ、1903年に始まり1922年まで続いた。工事中に第一次世界大戦があり、メインエントランス上部に「ヴィクトリー・アーチ」という記念碑が付けられた。新駅は244m(800ft)のコンコースと21のプラットホームを備えていた。
1921年鉄道法による4大鉄道会社への集約では、ウォータールー駅はサザン鉄道の所有となった。第二次世界大戦中には爆撃により損害を受け何度か運行停止となった。戦後、1947年にはイギリス国鉄が設立され、鉄道は国有化された。ロンドンのターミナル駅の中で最も遅くまで蒸気機関車がけん引する列車が乗り入れており、全廃は1967年のことである。1990年代に入って国鉄民営化が行われると駅の所有権は国鉄のインフラ保有・維持管理業務を継承したレールトラック社へと移り、同社の破綻後にはネットワーク・レール社が引き継いでいる。
2008年2月、2000万ポンドの費用をかけて170台の自動改札機が本線のプラットフォームに設置され、2009年1月から使用を開始した。

## 隣接駅

### ウォータールー地下鉄駅

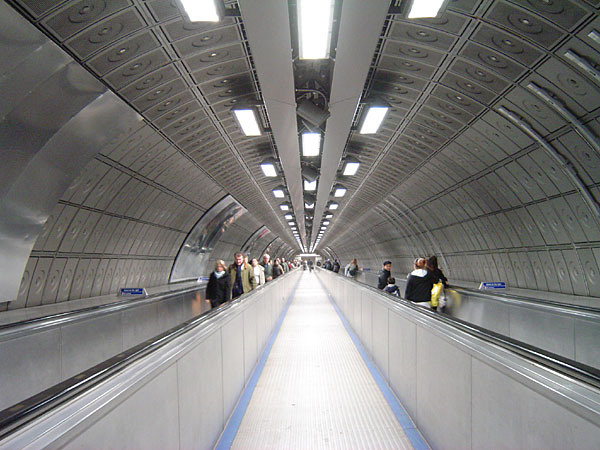
ウォータールー地下鉄駅・ジュビリー線側

ウォータールー駅 (ロンドン地下鉄)はロンドン地下鉄ノーザン線、ジュビリー線、ベーカールー線、ウォータールー&シティー線の駅である。ノーザン線はケンニントン駅とエンバンクメント駅、ベーカールー線はランベス・ノース駅とエンバンクメント駅、ジュビリー線はサザーク駅とウェストミンスター駅、ウォータールー&シティー線はバンク駅にそれぞれ隣り合っている。

### ウォータールー・イースト駅

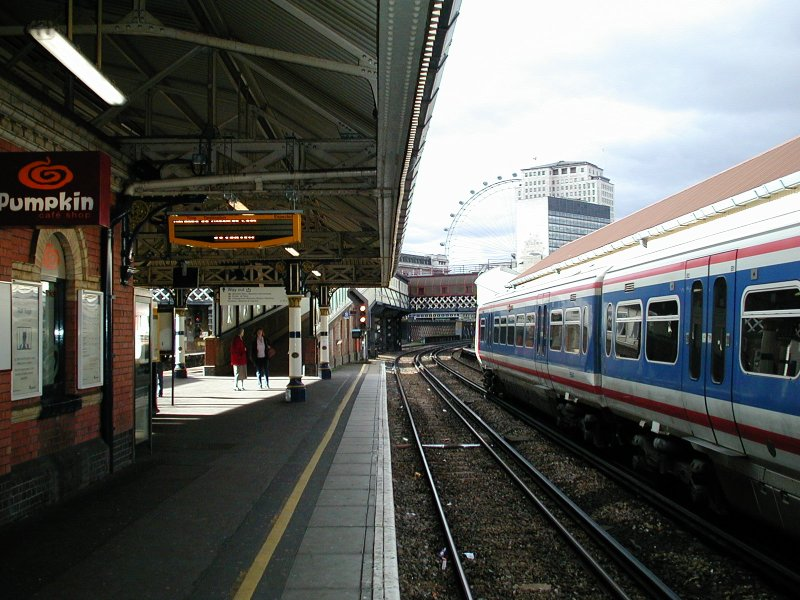
ウォータールー・イースト駅

ウォータールー・イースト駅はウォータールー駅とウォータールー・ロードを挟んで隣接し、歩道橋で結ばれている。チャリング・クロス駅を発着し、ロンドン南郊やイースト・サセックス、ケントへ向かうサウス・イースタン本線の駅である。発着列車はサウスイースタンによって運行されている。

### ウォータールー国際駅
ウォータールー国際駅は1994年から2007年まで使用されていたフランスやベルギー方面へ向かうユーロスターのロンドン側のターミナル駅である。ウォータールー駅の北側に増築する形で建設され、2階部分にコンコースと20番線から24番線まで2面4線のプラットホームが配置されていた。建物は1993年に1億3000万ポンドをかけて建築家ニコラス・T・グリムショウらの設計により完成し、ユーロスターと同じく1994年11月14日に開業した。優れたデザインから広く賞賛され、さまざまな賞を受賞している。最も印象的な特徴は、スパンを変える37本のプリズム、3つのピンで留められた弓の弦のアーチからなる長さ400mの天蓋である。

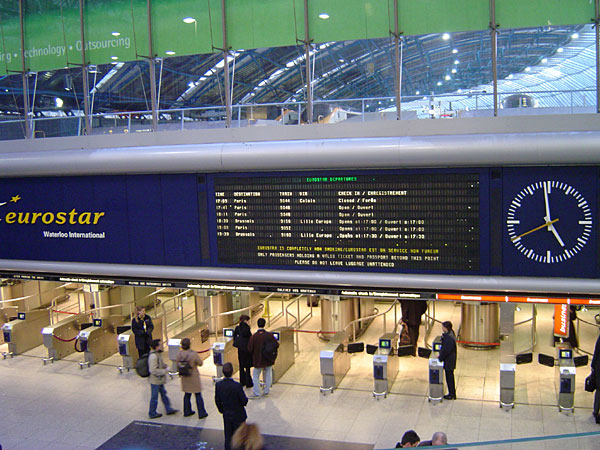
旧ウォータールー国際駅改札口

2007年11月14日から、英仏海峡トンネル連絡鉄道(CTRL)の全線開業により、ユーロスターのロンドン側のターミナル駅がセント・パンクラス駅に変更された。現時点では、ターミナル駅移転後の利用について未定である。イングランド南西部方面の国内列車に使われることも有りうるが、国内列車が使用する場合には線路を現駅に接続するために大規模な改良工事が必要で、当時同方面の列車を運行していたサウス・ウェスト・トレインズの費用負担もかなりに上るため拒否されている。セント・パンクラス駅開業後も、ユーロスターの発着をウォータールー国際駅に残すことが一部で検討されたが撤回された。2007年11月13日18時12分(GMT)に最後の列車が出発し13年あまりの運行の歴史に幕を下ろした。
ユーロスターが営業を開始してから、フランス側から駅名を改称してほしいという要求がたびたびあった。これはウォータールー駅の駅名がナポレオンが敗北したワーテルローの戦いにちなんだものであるからである。その後、ユーロスターがウォータールー駅に代わってセント・パンクラス駅発着となる前後の時期には、ナポレオンが群集に向かい「OUBLIEZ WATERLOO（ワーテルロー（ウォータールー）は忘れろ！）」と宣言する姿を描いた広告が、ユーロスター運行会社によってパリを中心に新聞や駅などに掲出された。 

### ロンドン・ネクロポリス駅

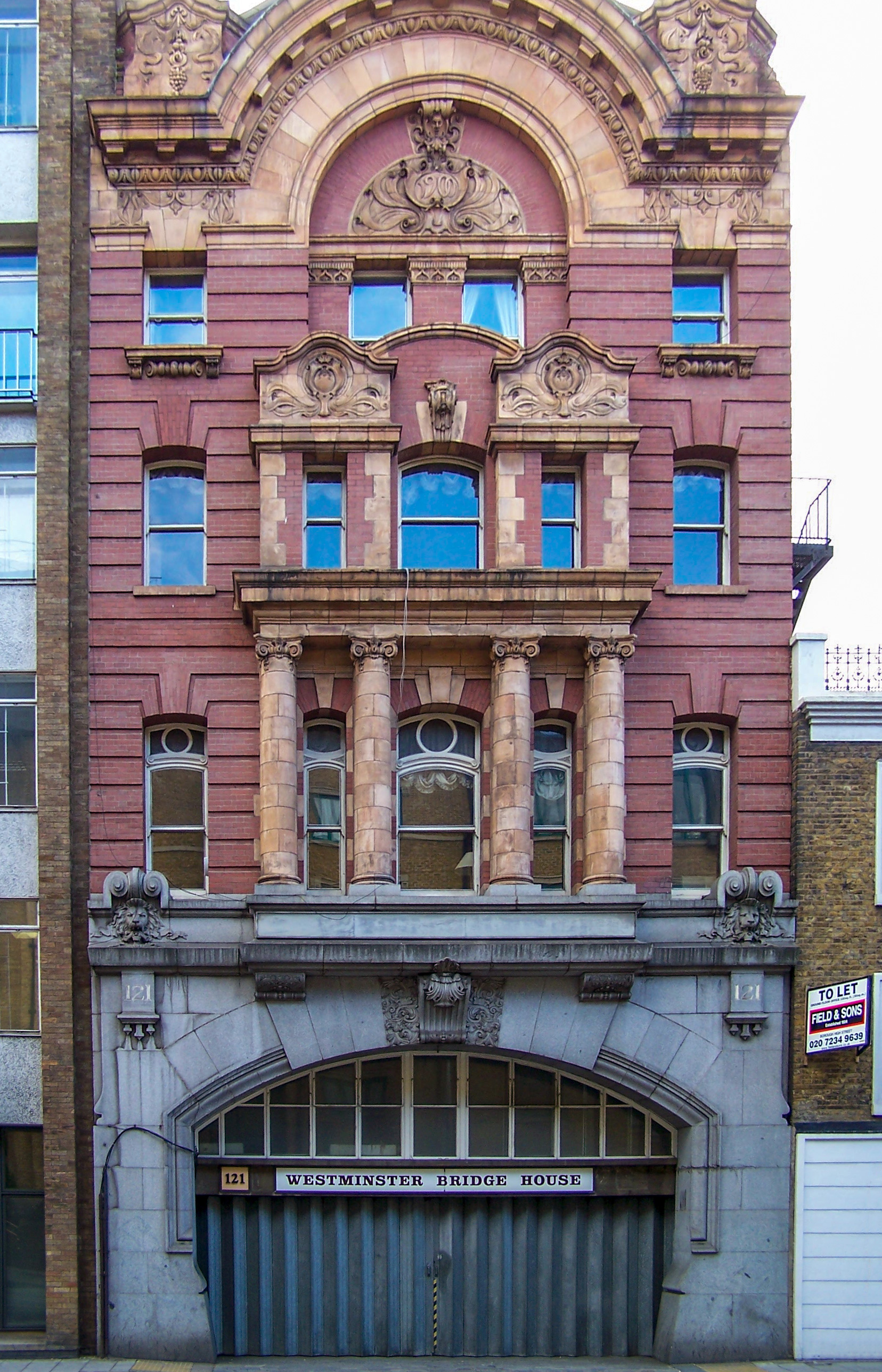
旧ロンドン・ネクロポリス駅駅ビル(2006年)

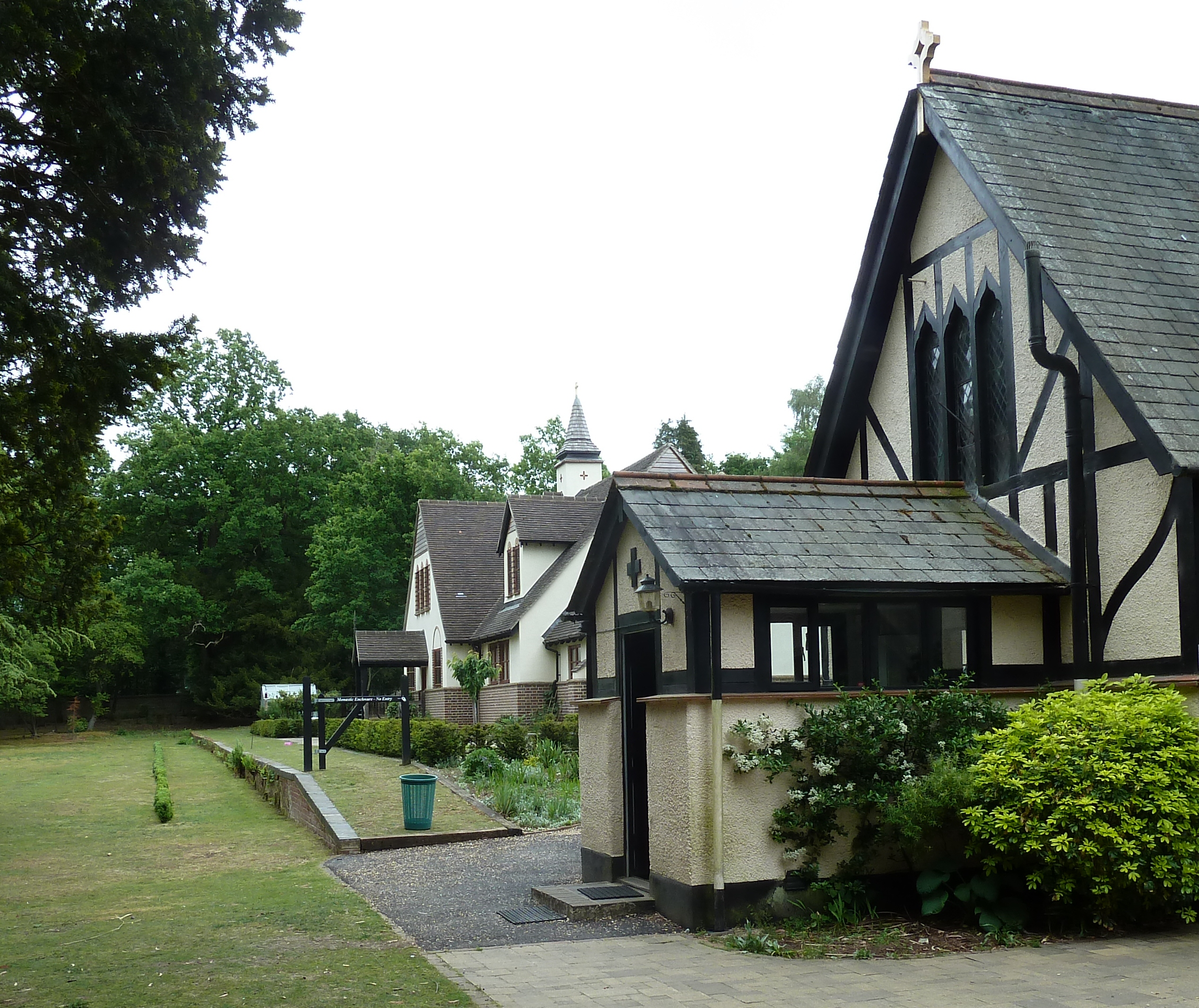
墓地内の南駅跡地に残るプラットホーム。前景の建物はアングリカンチャペル。旧駅舎は修道院となっている。(2011年)

ロンドン・ネクロポリス駅は、かつてウォータールー駅に隣接して存在していたロンドン・ネクロポリス鉄道のロンドン側ターミナル駅である。
この鉄道はブルックウッド墓地を運営していたロンドン・ネクロポリス・カンパニーにより運行されており、ロンドン郊外のロンドン・アンド・サウス・ウェスタン鉄道 (LSWR) 沿線にある同墓地へのロンドン市内からの遺体の輸送と旅客輸送を主な業務としていた。この鉄道は墓地への引き込み線と当駅への引き込み線を保有していたものの、大部分の区間はLSWRを利用していた。また、棺桶輸送用の貨車のみを保有し、機関車・客車はLSWRから借りていた。
1854年の開業当初の駅はLSWRの高架橋西側のウェストミンスター橋通りに面した場所にあり、高架橋のアーチの下が遺体の保管場所として利用されていた。1902年にウォータールー駅の拡張工事に伴って高架橋東側のウェストミンスター橋通り121番地に移転し、移転後の1941年に空爆により駅の一部が破壊されたため廃駅となった。駅ビルの一部は空爆による被害を免れ、その後もオフィスビルとして使われた。
この駅の廃止後、墓地への引き込み線も廃線となり、同鉄道の役割はLSWRの後身のサザン鉄道やイギリス国鉄に引き継がれたものの、次第に自動車輸送が主流になっていった。

## 隣の駅
ナショナル・レール　ウォータールー駅
■サウス・ウェスタン・レールウェイ
サウス・ウェスタン本線
ウォータールー駅 - クラパム・ジャンクション駅／サービトン駅／ウォキング駅
サウス・ウェスタン本線・ウォータールー - レディング線
ウォータールー駅 - ヴォクソール駅／クラパム・ジャンクション駅
ナショナル・レール　ウォータールー・イースト駅
■サウスイースタン
サウス・イースタン本線
ロンドン・チャリング・クロス駅 - ウォータールー・イースト駅 - ロンドン・ブリッジ駅
ロンドン地下鉄　ウォータールー地下鉄駅
■ノーザン線
エンバンクメント駅 - ウォータールー駅 - ケニントン駅
■ベーカールー線
エンバンクメント駅 - ウォータールー駅 - ランベス・ノース駅
■ジュビリー線
ウェストミンスター駅 - ウォータールー駅 - サザーク駅
■ウォータールー&シティー線
ウォータールー駅 -  バンク駅

## ウォータールー駅が登場する作品

### 映画
- 1940年のアメリカ映画『哀愁』で、主人公カップルは、ウォータールー橋で出会い、ウォータールー駅で別離した後、再会する。
- ジョン・シュレシンジャー監督のドキュメンタリー映画 Terminus はウォータールー駅が対象となっている。
- マット・デイモン主演の『ボーン・アルティメイタム』の冒頭のシーンはウォータールー駅が舞台となっている。
- 2007年のボリウッド映画 Jhoom Barabar Jhoom はウォータールー駅が舞台となっている。
- イギリスのコメディアンの一人ピンプル（英語版）の1909年頃製作された映画『ピンプルのナポレオン』には、ワーテルローの戦いに行くつもりが、ロンドンのウォータールー駅に行くオチがある[13]。

### 音楽
- 1967年に録音されたキンクスの歌 ウォータールー・サンセットはウォータールー駅が舞台。
- UKの1979年のアルバム『Danger Money』に収録されている曲 "Rendezvous 6:02" はウォータールー駅での待ち合わせの歌。

## ギャラリー

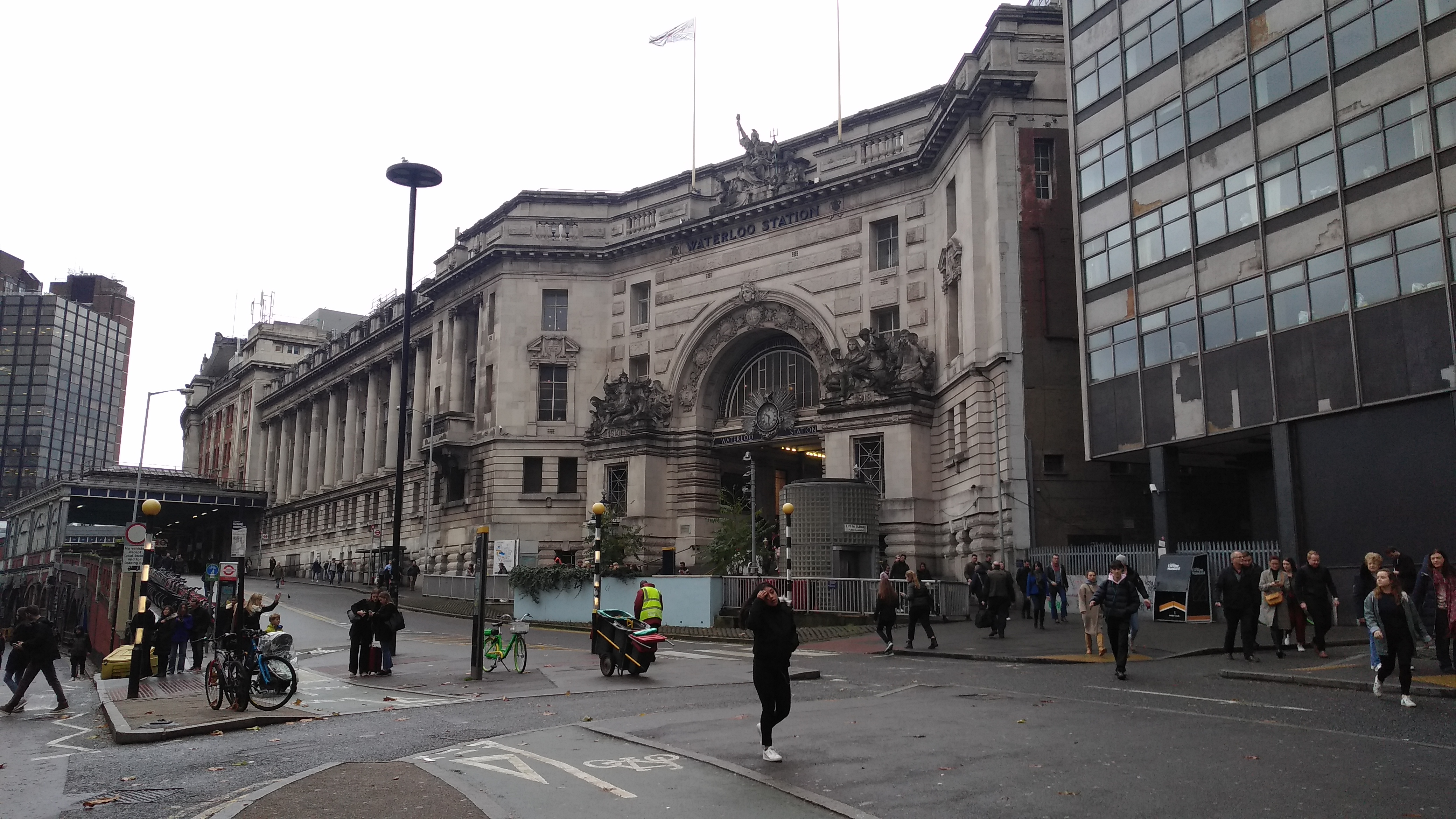
駅舎のファサード
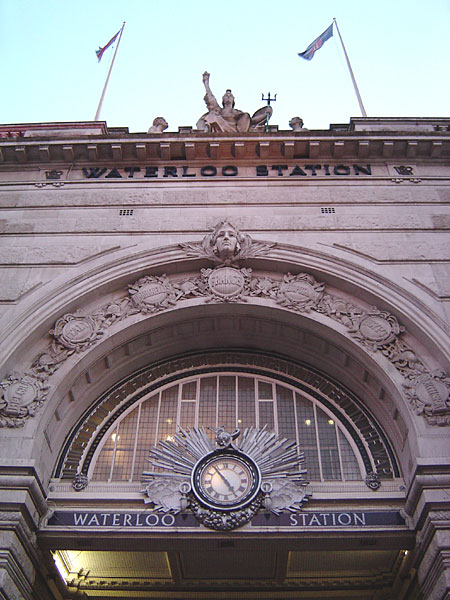
ヴィクトリー・アーチ
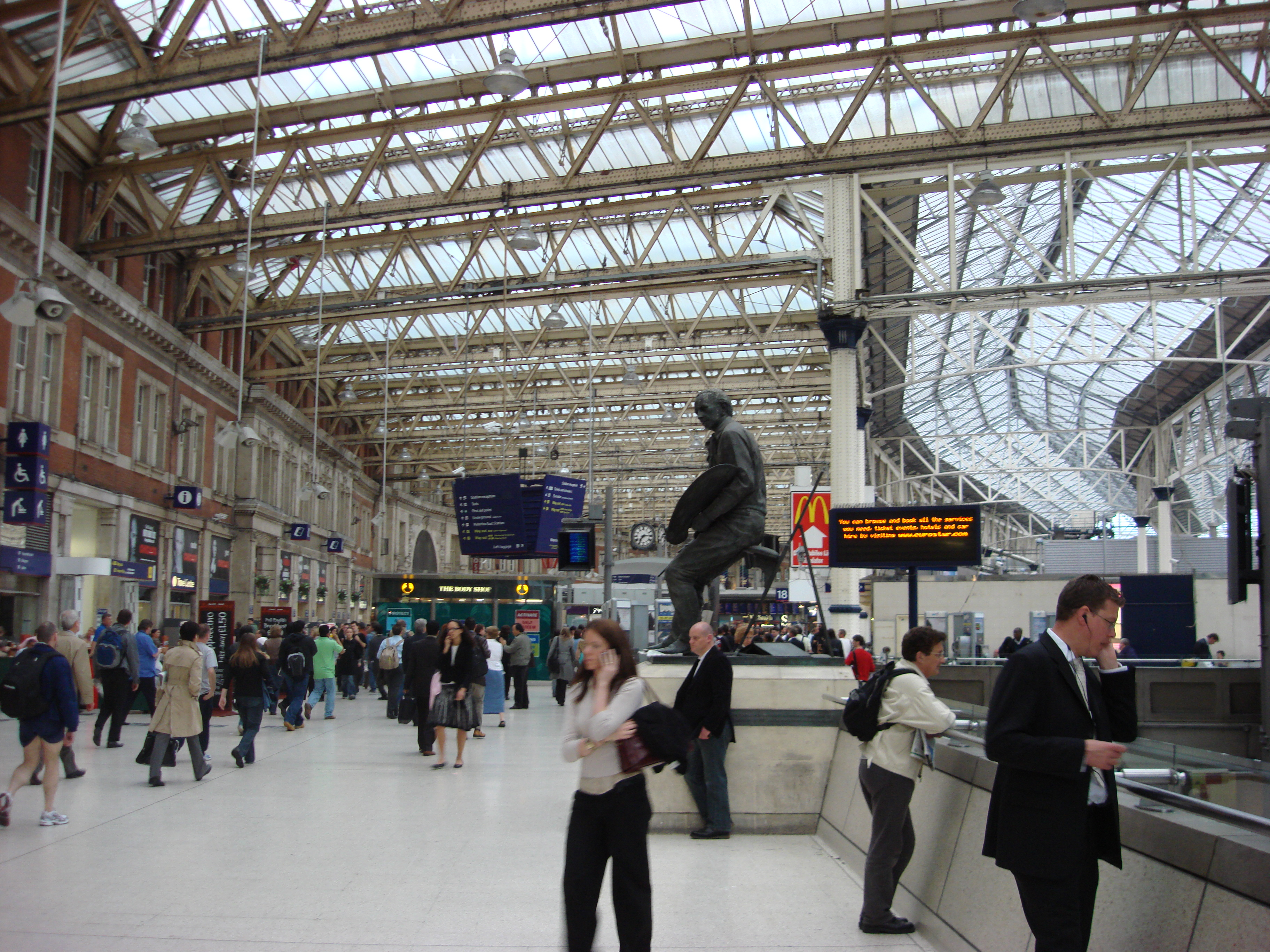
コンコース
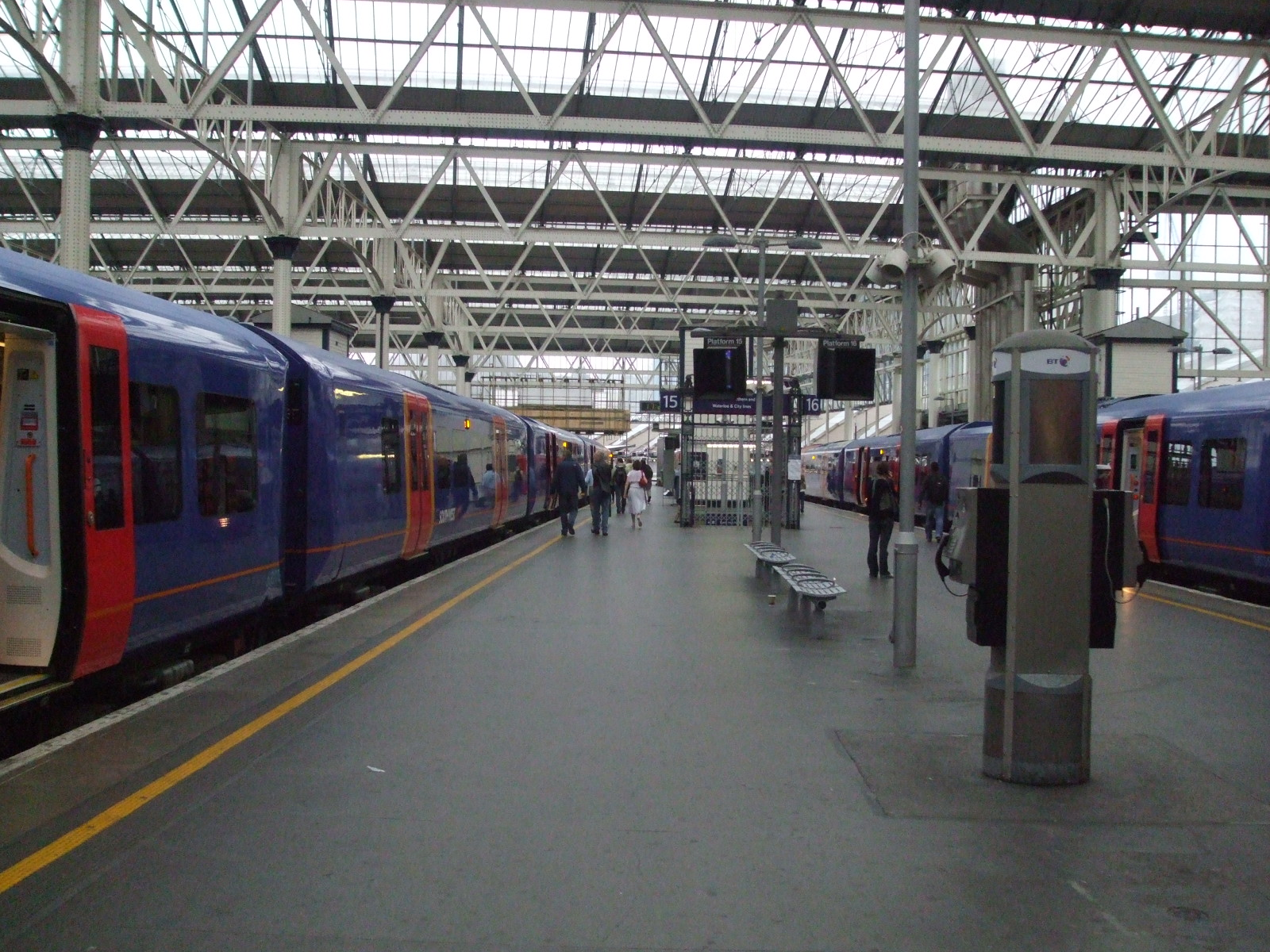
プラットフォーム15番と16番
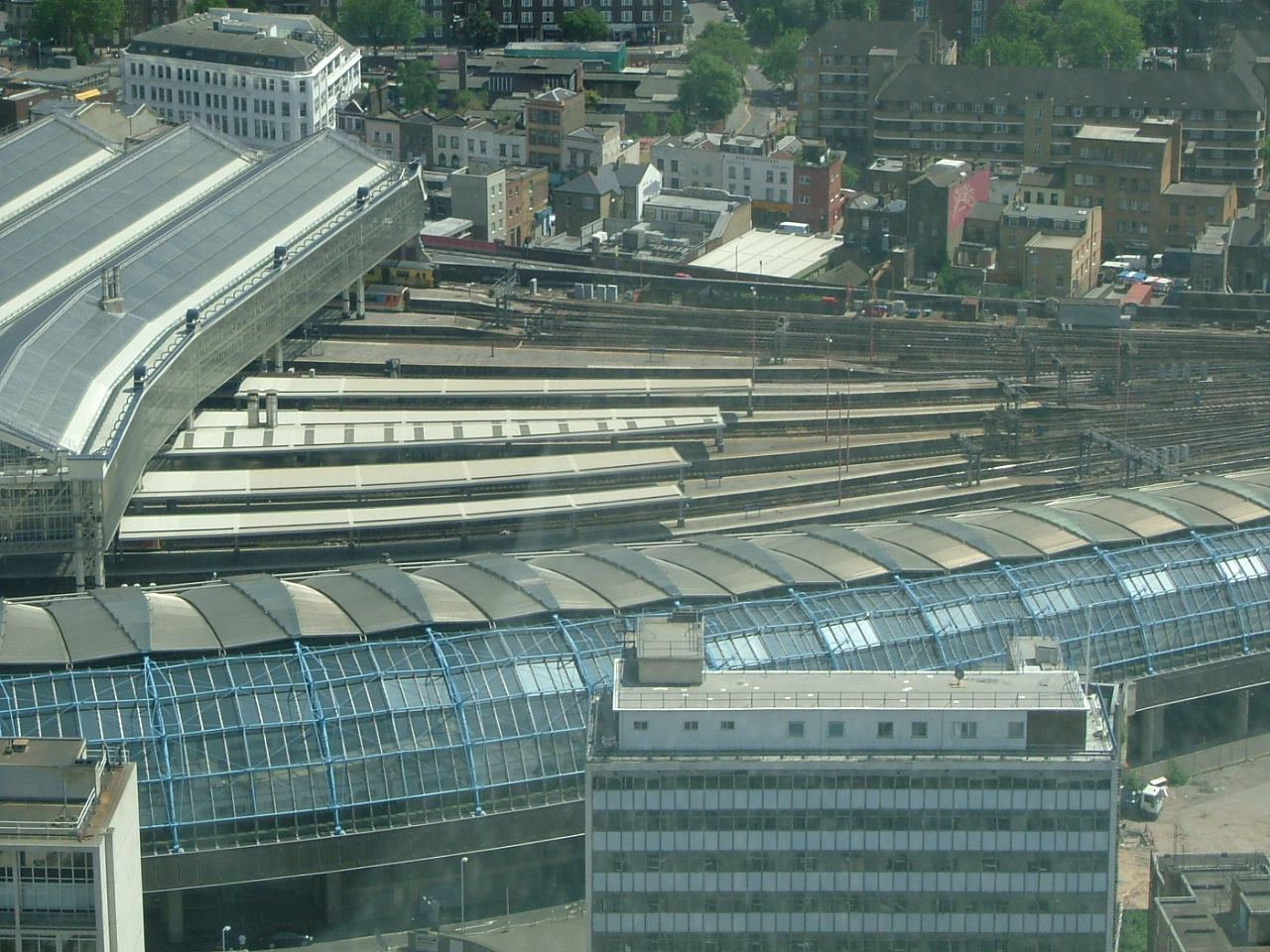
手前はウォータールー国際駅（閉鎖）
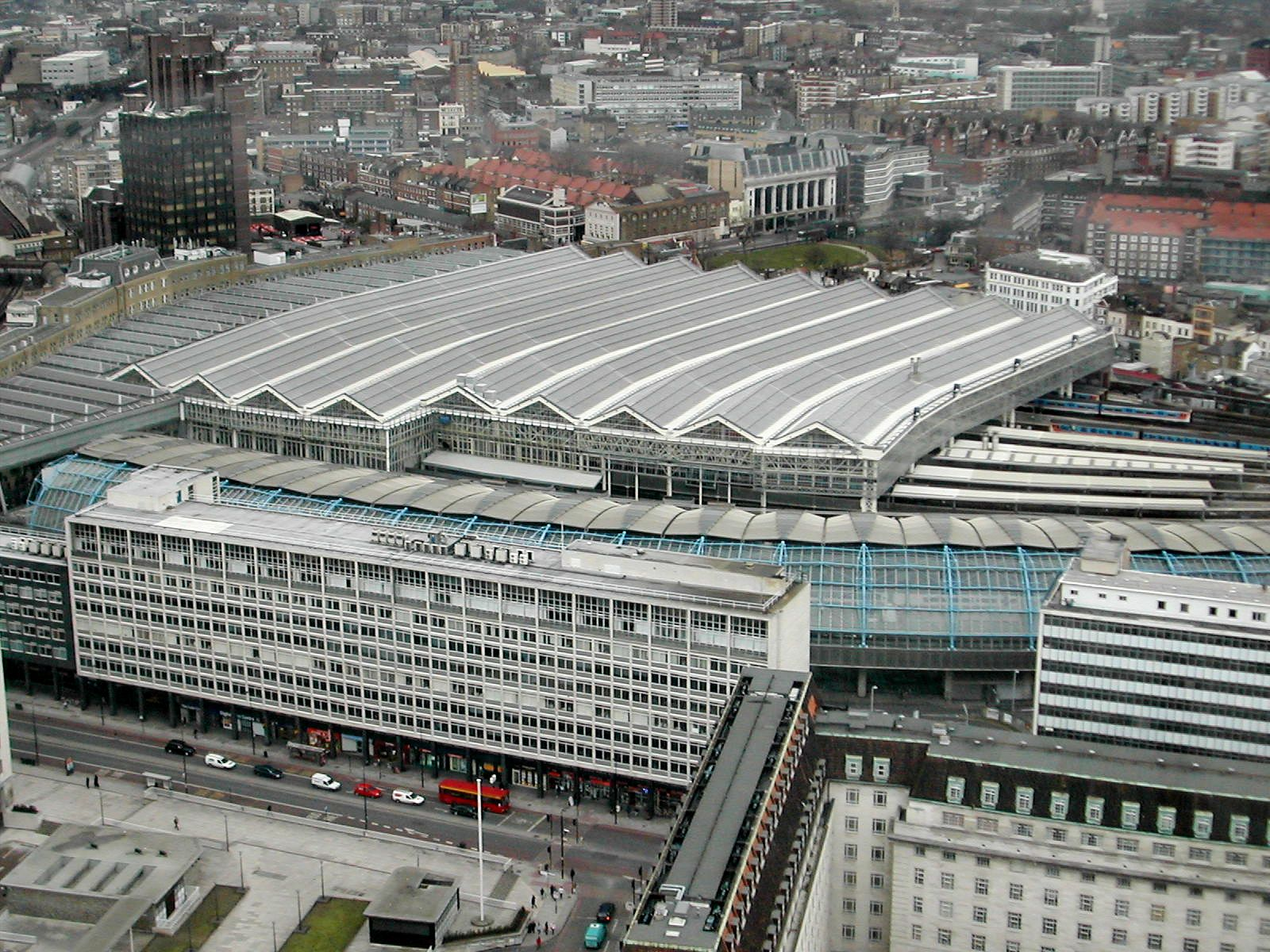
コンコースの大屋根
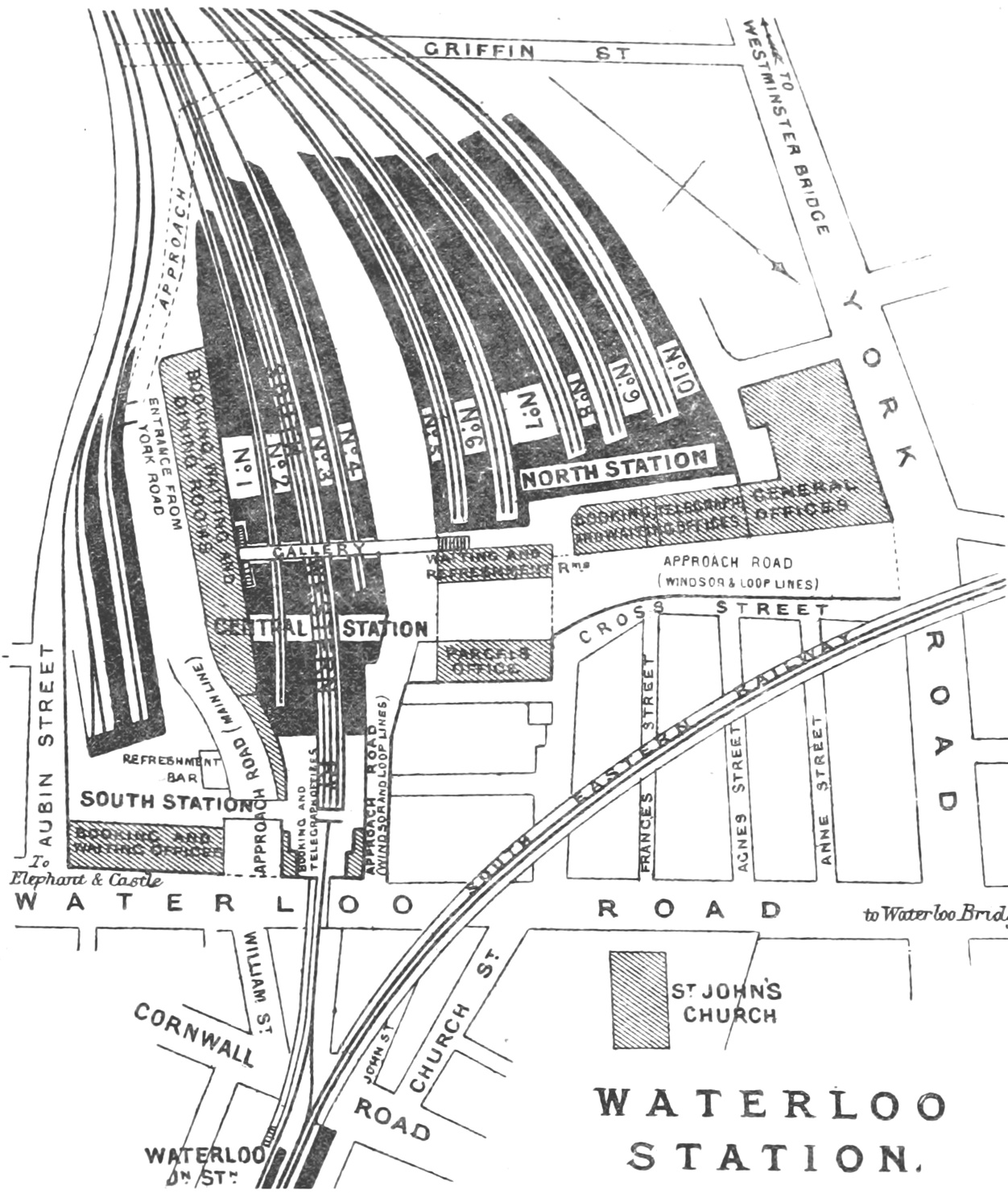
1888年の平面図
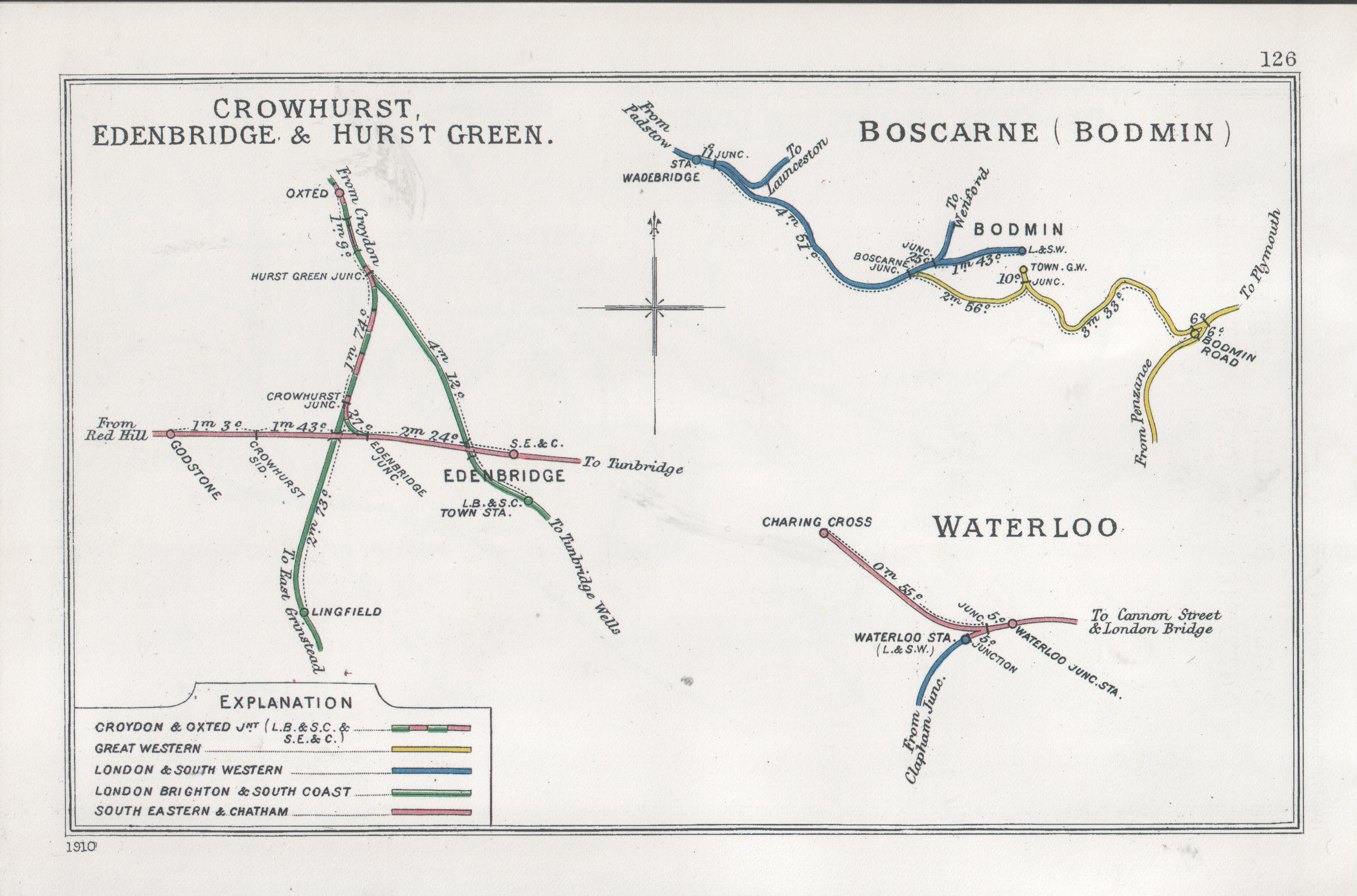
1914年のレールウェイ・クリアリング・ハウスのウォータールー駅周辺の地図 - ウォータールー駅とウォータールー・イースト駅の間が接続されていた。

## 参考資料
1. 1 2 3 4 5 6 7 8 9 10  “Station usage estimates”. Rail statistics.   Office of Rail Regulation. 2015年3月31日閲覧。 注記:統計手法は年により異なる場合がある。
2. ↑  Ticket barriers to be installed at Waterloo
3. ↑  Final call for Waterloo Eurostar BBC 2007年11月13日19時30分(GMT)
4. ↑  デアゴスティーニ・ジャパン『鉄道データファイル』第174号
5. ↑  Clarke 2006, p. 78.
6. ↑  Clarke 2006, p. 13.
7. ↑  Clarke 2006, p. 18.
8. ↑  Clarke 2006, p. 131.
9. ↑  Clarke 2006, p. 33.
10. ↑  Clarke 2006, p. 35.
11. ↑  Clarke 2006, p. 43.
12. ↑  Clarke 2006, p. 44.
13. ↑  大野裕之『チャップリン再入門』NHK出版、2005年4月10日、169頁。ISBN 4-14-088141-0。

- Clarke, John M. (2006). The Brookwood Necropolis Railway. Locomotion Papers. 143 (4th ed.). Usk, Monmouthshire: The Oakwood Press. ISBN 978-0-85361-655-9